# 청원정보산업고등학교
청원정보산업고등학교는 서울특별시 노원구 상계9동 641번지에 위치했던 상업 고등학교이다. 청원정보산업고등학교 교사는 현재 청원여자고등학교가 사용하고 있다.

## 학교 연혁
- 1957년 2월 28일 : 고흥상업고등학교의 인가 획득, 이인근 교장 취임
- 1957년 4월 10일 : 성동상업고등학교로 교명변경
- 1961년 4월 26일 : 학칙 변경으로 인해 교명을 동대문상업고등학교로 변경
- 1988년 11월 28일 : 용두동 교사에서 상계동 교사로 학교 이전
- 1998년 1월 24일 : 학칙 변경으로 인해 교명을 청원정보산업고등학교로 변경
- 2001년 3월 1일 :  청원여자고등학교 신설
- 2003년 2월 11일 : 제45회 졸업을 끝으로 폐교

## 폐교 이후
폐교 이후의 역사는 청원고등학교의 역사로 흡수되었고, 야구부 역시 이관되었다.

## 같이 보기
- 청원고등학교 (서울)
- 청원여자고등학교
- 청원중학교
- 청원초등학교 (서울)